# 왕루린

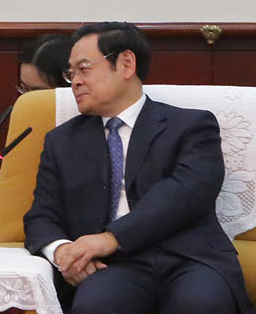

왕루린(왕유림, 중국어 간체자: 王儒林, 1953년 4월 ~ )은 중화인민공화국의 정치인이다. 지린성 성장과 지린 성 당위원회 서기를 거쳐, 산시 성(山西) 당 위원회 서기를 역임했다. 현재 전국인민대표대회 농업 및 농촌위원회 부주임위원이다.

## 생애
1973년 중국공산당에 입당했다. 1980년 지린대학교 경제학과를 졸업했고 1985년 박사 학위를 받았다. 지린성 정계와 행정 분야에서 다양한 경력을 쌓은 후 2001년부터 2004년까지 지린성 부성장을 역임했다. 이후 왕루린은 2007년까지 창춘시 당위원회 서기를 지냈고, 2007년 한창푸 후임으로 지린성 성장에 임명되었다. 2012년 12월, 쑨정차이 후임으로 지린성 당위원회 서기로 선출되었고, 2014년부터 2016년까지 산시성 당위원회 서기를 지냈다.